# Wolne Centrum
Wolne Centrum (hebr. מרכז חופשי, Merkaz Hofshi) – izraelska partia polityczna, stanowiąca jedną z części składowych powstałego w 1973 roku Likudu.

## Historia
Partia została stworzona podczas kadencji szóstego Knesetu (1965-1969), kiedy to Szemu’el Tamir stanął na czele rozłamu w Gahalu (Bloku Liberałów i Herutu), w którym poza Tamirem wzięli udział także Eli’ezer Szostak i Awraham Ti’ar). Powodem ich odejścia był spór o przywództwo w partii z Menachemem Beginem. Tuż przed wyborami przyłączył się do nich Szelomo Kohen-Cidon, który również opuścił Gahal.
Podczas wyborów w 1969 roku, Wolne Centrum ledwo co przekroczyło próg wyborczy 1%, uzyskując 1,2% głosów. Dało to partii 2 miejsca w parlamencie, które zostały zajęte przez Tamira i Szostaka.
Przed wyborami 1973 roku, partia połączyła się z Gahalem, Listą Państwową i pozaparlamentarnym Ruchem na rzecz Wielkiego Izraela. Razem ugrupowania te utworzyły Likud. Nowa partia uzyskała 39 mandatów, w tym do Knesetu weszli także Tamir i Szostak.
Wkrótce potem jednak, kolejny spór z Beginem doprowadził Tamira do ponownego wyjścia z jego ugrupowania. Wraz z Akiwą Nofem ponownie rozpoczął samodzielną działalność jako lider Wolnego Centrum. Obaj zrezygnowali z mandatów poselskich i pojawili się w składzie dziewiątego Knesetu (1977-1981) jako członkowie Demokratycznego Ruchu dla Zmian (Nof później ponownie znalazł się w Likudzie).